# Campionato armeno di calcio a 5
Il Campionato armeno di calcio a 5  è la massima competizione armena di calcio a 5 ed è organizzata dalla Federazione calcistica dell'Armenia.

## Storia
Il campionato si disputa regolarmente dalla fine degli anni 1990, con una costante partecipazione del suo vincitore alle edizioni della Coppa UEFA. Il campionato sin dalle sue origini ha visto il netto predominio delle formazioni della capitale Erevan che hanno vinto tutte le edizioni sin qui disputate. Dopo aver raggiunto anche undici formazioni di prima divisione, nelle ultime stagioni l'organico vive una certa regressione, contando otto formazioni di cui nella stagione 2007-08 una è stata esclusa dal campionato.

## Albo d'oro
| Stagione  | Campionato         | Coppa         |
| --------- | ------------------ | ------------- |
| 1998-1999 | Erevan             | Non disputata |
| 1999-2000 | Araks Erevan       | Hayk Erevan   |
| 2000-2001 | Hayk Erevan        | Hayk Erevan   |
| 2001-2002 | Hayk Erevan        | Hayk Erevan   |
| 2002-2003 | Hayk Erevan        | Hayk Erevan   |
| 2003-2004 | Politekhnik Erevan | Tal-Grig      |
| 2004-2005 | Tal-Grig           | Tal-Grig      |
| 2005-2006 | Adana Erevan       | Non disputata |
| 2006-2007 | Politekhnik Erevan | Non disputata |
| 2007-2008 | Politekhnik Erevan | Non disputata |
| 2008-2009 | Erebuni            | Erebuni       |
| 2009-2010 | Kaghsi             | Non disputata |
| 2010-2011 | Erebuni            | Non disputata |
| 2011-2012 | Shahumyan          | Non disputata |
| 2012-2013 | Shahumyan          | Non disputata |
| 2013-2014 | Tal-Grig           | Non disputata |
| 2014-2015 | ASUE               | Non disputata |
| 2015-2016 | ASUE               | Non disputata |
| 2016-2017 | Leo                | Non disputata |
| 2017-2018 | Leo                | Non disputata |
| 2018-2019 | Leo                | Non disputata |
| 2019-2020 | Leo                | ?             |
| 2020-2021 | Leo                | ?             |
| 2021-2022 | Yerevan FC         | ?             |

## Vittorie per club

### Campionato
| Titoli | Squadra            | Anni                         |
| ------ | ------------------ | ---------------------------- |
| 5      | Leo                | 2017, 2018, 2019, 2020, 2021 |
| 3      | Hayk Erevan        | 2001, 2002, 2003             |
| 3      | Politekhnik Erevan | 2004, 2007, 2008             |
| 2      | Tal-Grig           | 2005, 2014                   |
| 2      | Erebuni            | 2009, 2011                   |
| 2      | Shahumyan          | 2012, 2013                   |
| 2      | ASUE               | 2015, 2016                   |
| 1      | Erevan             | 1999                         |
| 1      | Araks Erevan       | 2000                         |
| 1      | Adana Erevan       | 2006                         |
| 1      | Kaghsi             | 2010                         |
| 1      | Yerevan FC         | 2022                         |

### Coppa
| Titoli | Squadra     | Anni                   |
| ------ | ----------- | ---------------------- |
| 4      | Hayk Erevan | 2000, 2001, 2002, 2003 |
| 2      | Tal-Grig    | 2004, 2005             |
| 1      | Erebuni     | 2009                   |